# Partido Democrata-Republicano
O Partido Democrata-Republicano foi o segundo partido político criado nos Estados Unidos, tendo sido fundado em 1792 por Thomas Jefferson e seu amigo James Madison. Chamava-se então Partido Republicano. A denominação "Partido Democrata-Republicano" é usada especialmente por cientistas políticos contemporâneos. Também é referido como  Partido Republicano Antigo ou Partido Republicano de Jefferson, e seus integrantes podem ser denominados republicanos jeffersonianos.
Foi organizado para fazer oposição às políticas centralizadoras do Partido Federalista, liderado pelo Secretário do Tesouro, Alexander Hamilton. O programa financeiro de Hamilton, segundo denunciava Jefferson, levaria à aristocracia e à subversão do republicanismo.
O partido originou-se de uma facção informal do Congresso dos Estados Unidos, liderada por Madison e Jefferson e denominada Partido Antiadministração (1789–1792), embora não fosse ainda um partido. Vários dos seus integrantes haviam sido antifederalistas em 1788 e, portanto, eram contrários à ratificação da Constituição dos Estados Unidos. 
Em 1800 o partido chega ao poder, controlando a presidência, o Congresso e os governos da maioria dos estados. Dominaria  a cena política nacional, de 1801 a 1825. Mas, por divergências internas, acabaria dividido entre duas facções concorrentes: o movimento Jacksoniano (que, em 1828, daria origem ao atual Partido Democrata) e o  Partido Nacional Republicano (depois sucedido pelo Partido Whig).